# Serrano (Italia)
Serrano, 1 406 abitanti, è l'unica frazione di Carpignano Salentino in provincia di Lecce.
La località sorge a più di 100 m s.l.m., su una serra dal quale si scorge il mare Adriatico. Il paesaggio circostante è caratterizzato da muretti a secco, masserie, pajare e da un'enorme varietà di essenze vegetali spontanee. Dista 1 km dal capoluogo comunale, 10 km da Otranto, 23 km da Lecce e 7 km dalla costa.

## Origini del nome
Il toponimo deriverebbe da Serra, una modesta altura sulla quale è posizionato il nucleo più antico del paese. Serrano significherebbe dunque paese sulla serra, quanto qui affermato sarebbe confermato dallo stemma cittadino, accompagnato dal motto "Auxilium Christianorum" (Aiuto dei Cristiani, probabilmente afferente all'accoglienza data da chi scappava dalle persecuzioni costiere ottomane) dove è raffigurato una altura (la "serra") e un "segaccio da cava" che la sormonta; è noto infatti che dai tempi antichi e sino al secondo dopo guerra, a Serrano era praticata l'estrazione di pietra leccese, anche molto pregiata dato che ne veniva richiesta in uno scritto per la ristrutturazione della Torre Palascia, sede della milizia doganale in Otranto.

## Storia
Secondo alcune ipotesi, Serrano nacque molto probabilmente intorno al IX – X secolo, in seguito alla distruzione del casale di Muro Leccese da parte dei saraceni. I superstiti avrebbero così fondato un nuovo centro posizionandolo su un'altura, una "serra" appunto. Secondo un'altra ipotesi, la località venne fondata invece dagli abitanti del vicino casale di Stigliano alla ricerca di una zona più salubre, alta e fortificata.
Dopo l'epoca bizantina, con l'arrivo dei Normanni, iniziò l'età feudale. Per un certo periodo, il centro seguì le sorti di Carpignano.
La storia delle famiglie feudatarie della Terra di Serrano comincia nel periodo svevo, il casale faceva parte della dote maritale di Riccarda di Giurdignano che andrà in moglie a Glicerio di Matino nella prima metà del XIII secolo. Alla morte del De Persona nel 1269, il piccolo feudo andrà all'angioino Anselin De Toucy, che prenderà in moglie una delle file di Riccarda, Sibilia. Nel 1324 il feudo risultava posseduto dal nobile Filippo de Montefusco. In seguito altre famiglie vi esercitarono la signoria, tra queste nell'ordine: i Pignatelli, i Sambiasi, i della Porta (1580), i Paladini. Nel 1651 Giorgio Antonio Paladini vendette il casale di Serrano a Demetrio Rondachi di Otranto e questi nel 1658 lo alienò a sua volta a Pietro Saracca. Più tardi, nel 1677, il feudo passò ai D'Afflitto; vent'anni dopo Placido D'Afflitto lo vendette a Gennaro Domenico della Gatta; agli inizi del '700 una discendente di quest'ultimo, Margherita della Gatta, sposò Francesco Lubelli il quale divenne così Barone di Serrano. La famiglia dei Baroni Lubelli restò ininterrottamente feudataria di Serrano, fino al 1806, anno nel quale vennero aboliti i diritti feudali.
Nel 1480, dopo la conquista di Otranto da parte dei Turchi, il centro fu interessato da loro scorribande e razzie. Proprio a Serrano, inoltre, nel 1481, fu tesa un'imboscata a Giulio Antonio I d'Aragona, accorso nel Salento in aiuto dei cristiani salentini, fu ucciso e decapitato dai Turchi.
In tempi più recenti, è d'interesse la partecipazione di Roberto Lubelli di Serrano, alla spedizione della Stella Polare al Polo Nord del 1900.

## Monumenti e luoghi d'interesse

### Architetture religiose

#### Chiesa matrice di San Giorgio (rifacimento, sec. XIX)

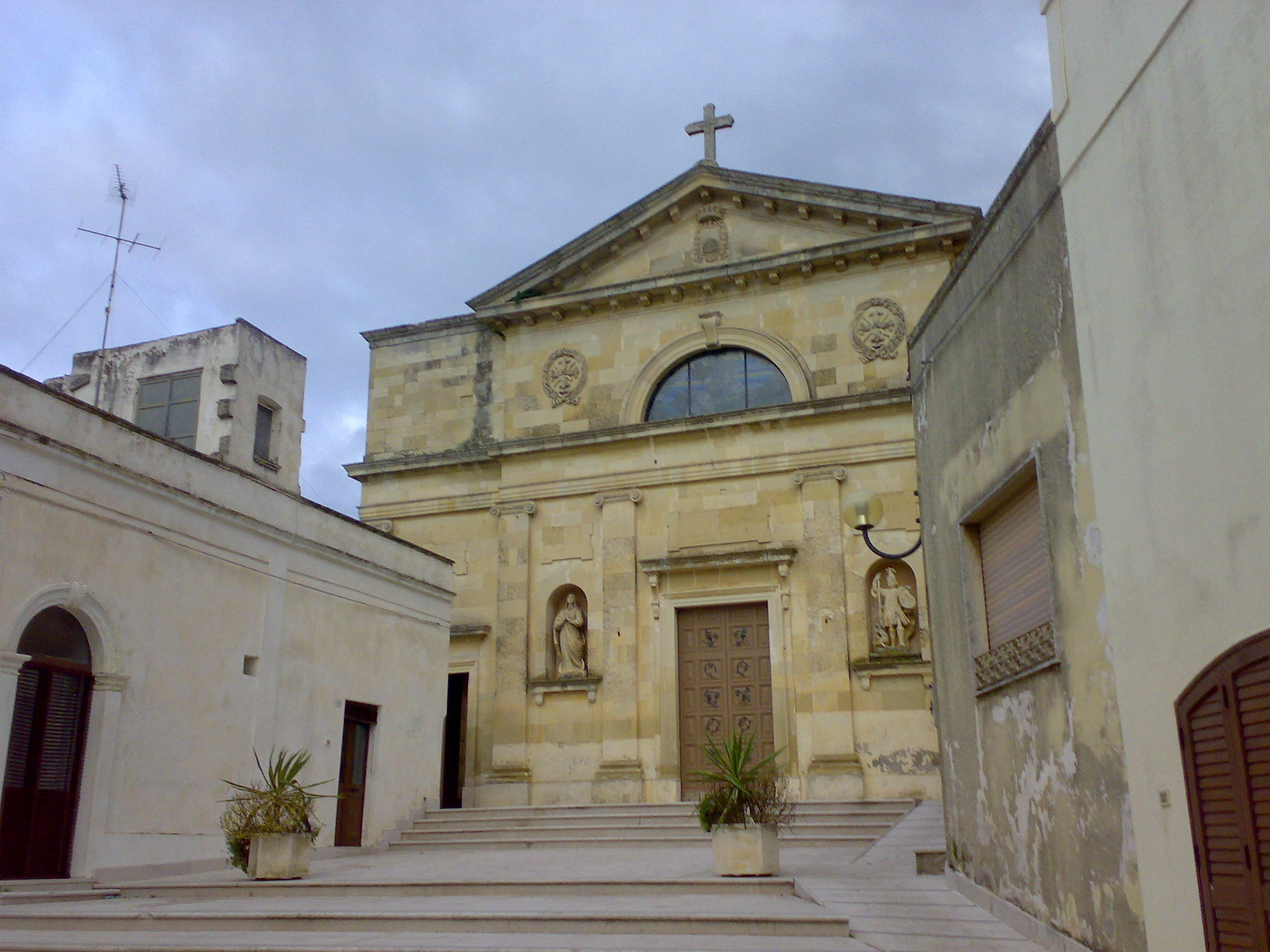
Chiesa di San Giorgio

La chiesa madre di San Giorgio fu riedificata nella seconda metà del XIX secolo. La fondazione di questa chiesa ha inizio nel XIV secolo e da una relazione pastorale del 1608 si deduce che la piccola struttura era totalmente affrescata. I primi lavori di ristrutturazione e modifica vennero effettuati nel 1750 e un radicale rifacimento interessò l'edificio nel 1867.
Il neoclassico prospetto a capanna, su cui risaltano in due nicchie le statue barocche dell'Immacolata e di san Giorgio, presenta tre ingressi. L'interno, ad aula unica con cappelle laterali comunicanti tra di loro, è a croce latina. Di interesse artistico sono gli altari, alcuni dei quali risalenti alla costruzione settecentesca. Da destra verso sinistra è possibile ammirare gli altari della Sacra Famiglia, dei santi Medici, di san Giorgio, dell'Immacolata, della Madonna del Carmine e di san Vincenzo Ferreri.

#### Chiesa della Madonna del Rosario (rifacimento, sec. XIX)
Risalente al XVI secolo, la chiesa fu interessata nel corso dei secoli da numerosi interventi, l'ultimo dei quali (1861) ha conferito l'attuale conformazione. Esternamente si presenta con un sobrio prospetto al quale è addossato un Calvario realizzato durante i lavori del 1861. L'interno, ad aula unica, presenta un solo altare sul quale è conservata una settecentesca tela raffigurante la Madonna del Rosario con una scena della battaglia di Lepanto, che fu vinta dai cristiani per intercessione della Vergine. Nella chiesetta è custodita inoltre una statua di san Leonardo datata 1912. A circa 80 metri da questo edificio sacro, in direzione N/N-W, in Largo San Leonardo, appunto, insisteva una piccola chiesetta dedicata a questo Santo, crollata per incuria sul finire del XIX secolo. Al suo posto, il proprietario del suolo edificò un'abitazione includendo nella muraglia prospiciente il Largo una nicchia con l'effigie di San Leonardo dipinta, tuttora esistente.

#### Chiesa di Santa Marina di Stigliano

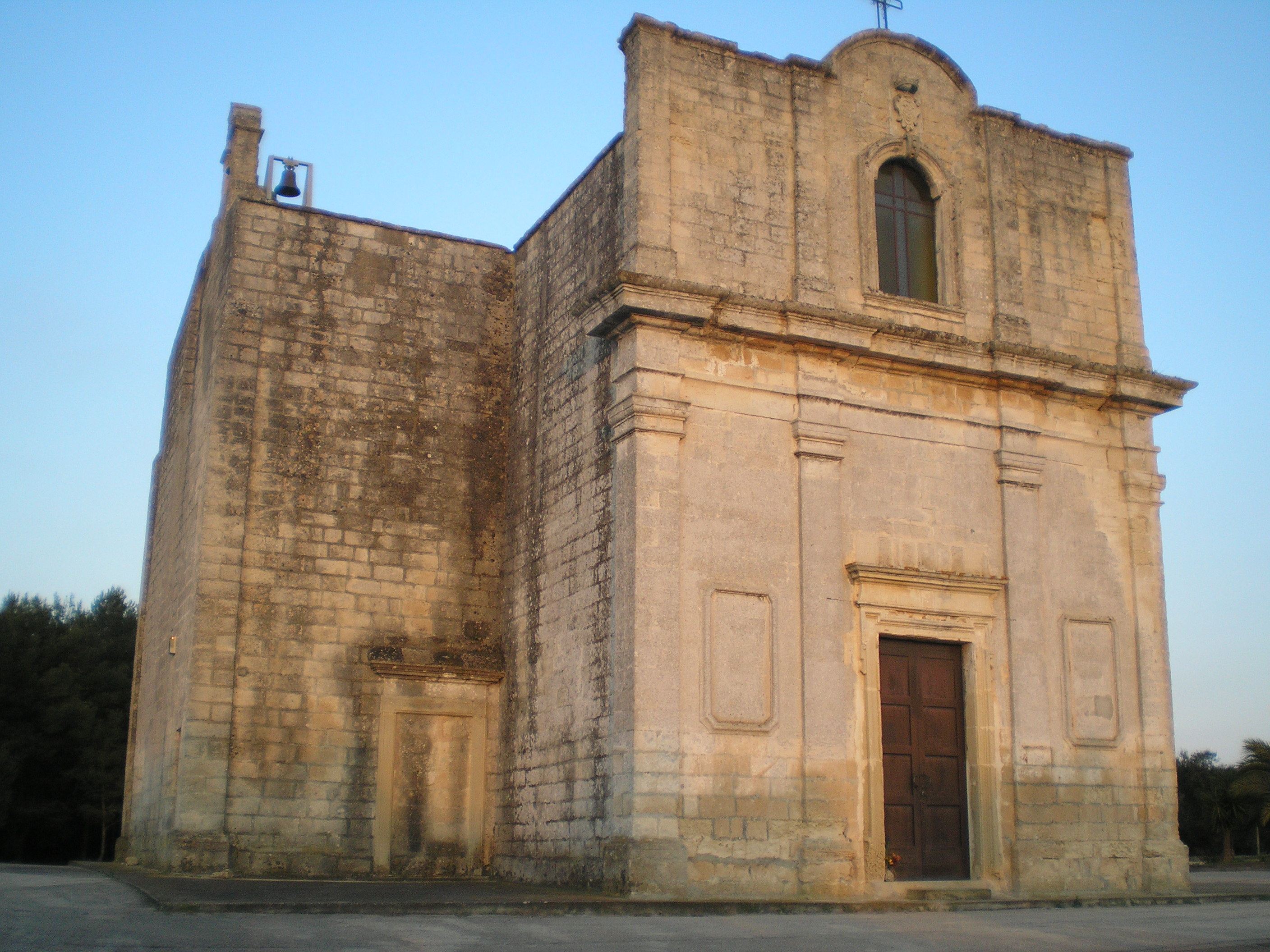
Chiesa di Santa Marina nel casale di Stigliano

A circa 3 chilometri da Serrano, in aperta campagna, sui resti dell'antico feudo di Stigliano, sorge la piccola chiesetta dedicata a Santa Marina costruita nel 1762 per volontà del barone Domenico Salzedo insieme all'adiacente complesso architettonico.
La chiesa, a croce greca, presenta tre altari. Quello maggiore conserva nella nicchia tonda l'immagine bizantina della titolare.
Al di sotto della costruzione del Salzedo è situata una cripta rupestre con una serie di affreschi, alcuni dei quali difficilmente recuperabili, oggi ormai completamente invasa dai rovi.
La tradizione orale narra che Stigliano era un paese sorto nel periodo bizantino. Quando sia stato distrutto il casale eventualmente esistito non lo sappiamo, può anche darsi che il casale sia stato abbattuto durante una delle varie scorrerie saracene. Proprio per sfuggire ai continui pericoli gli stiglianesi avrebbero riparato sulla collina fondando Serrano.
A favore dell'ipotesi di una continuità storica tra Stigliano e Serrano ci sono vari elementi: ad esempio nella Serrano del passato troviamo il culto di Santi già presenti a Stigliano, inoltre bisogna ricordare che gli abitanti di Serrano, ieri come oggi, hanno sempre considerato Stigliano come una cosa loro.
Verso la fine del XIV secolo, il feudo di Stigliano per un periodo abbastanza lungo appartenne ai Lubelli. Successivamente andò ai Tolomei i quali poi nel 1575 lo vendettero al barone Nicolò Personè di Carpignano. Nel 1580 insieme con Castrignano dei Greci il feudo fu nelle mani di Filippo Prato. Nel 1643 essendo i Prato in debito con furono costretti a vendergli la loro proprietà. Stigliano con il casale di Castrignano passò in seguito ai Maresgallo, ai Prototico e ai Gualtieri. Da questi ultimi infine, intorno al 1749, il barone Salzedo di Otranto comprò il feudo ormai disabitato.

### Architetture civili
Nei pressi della chiesa di San Giorgio troviamo l'orologio comunale (1881) e il monumento ai Caduti con la più antica statua di San Giorgio Martire realizzata dallo scalpellino Francesco Oronzo De Vitis (1871-1949), padre del più noto pittore Temistocle De Vitis. Ai piedi del monumento è conservato il capitello con l'antico stemma del paese (1751), un tempo collocato su una colonna.

### Architetture militari
Nei pressi di Serrano e, nel feudo dello stesso, di Stigliano sono numerose le torri d'avvistamento fortificate, ne è un chiaro esempio la Masseria Schimbordi, dotata di torre d'avvistamento, ideata e lì posta per avvistare il nemico proveniente dalla costa (incursori saraceni). Sono innumerevoli, inoltre, le Pagliare, disseminate in tutto il feudo e finanche nell'abitato.

#### Palazzo Lubelli (rifacimento e ampliamento, sec. XVIII)
Palazzo Lubelli è il palazzo baronale del centro, la cui fondazione risale al Settecento. L'edificio si articola intorno a un grande cortile centrale al quale si accede attraverso il portale caratterizzato dall'antico stemma baronale. Il palazzo presenta un prospetto neoclassico realizzato nel 1881. Oggi parte della struttura è utilizzata come spazio per cerimonie, convegni e mostre.

### Menhir
- Menhir Croce di Marrugo
- Menhir Stigliano

## Cultura

### Istruzione

#### Biblioteche
- Biblioteca Comunale di via Alcide De Gasperi

#### Scuole
A Serrano sono presenti una scuola dell'infanzia e una scuola primaria, sedi decentrate dell'Istituto comprensivo di Martano.

### Strade
Raggiungibile da Lecce distante 30 km dalla SS 16 Lecce - Maglie uscita Martano/Zollino per poi immettersi dopo aver superato il centro urbano di Martano, con la SP48 Martano- Otranto.
SP 39 Cannole - Serrano
SP 338 Serrano - Laghi Alimini
Strada comunale Serrano- Cursi

### Ferrovia
Nella frazione di Serrano non esiste stazione ferroviaria, la prima stazione utile è Cannole distante poco meno di 3 km,  posta sulla direttrice Maglie- Otranto gestita da Ferrovie del sud Est.

### Eventi
- Ogni anno, nei giorni 18, 19 e 20 del mese di agosto, si svolge la Festa de lu Contadinu, una festa popolare in cui è possibile degustare i prodotti tipici della tradizione contadina, fedeli negli ingredienti e nella preparazione.
- Festa di San Giorgio - 8 e 9 agosto
- l'Olio della Poesia, è un evento culturale in cui, ogni anno, un artista di particolare rilevanza nazionale riceve un premio simbolico consistente in un quintale di olio estravergine di oliva prodotto nel territorio comunale

## Galleria d'immagini

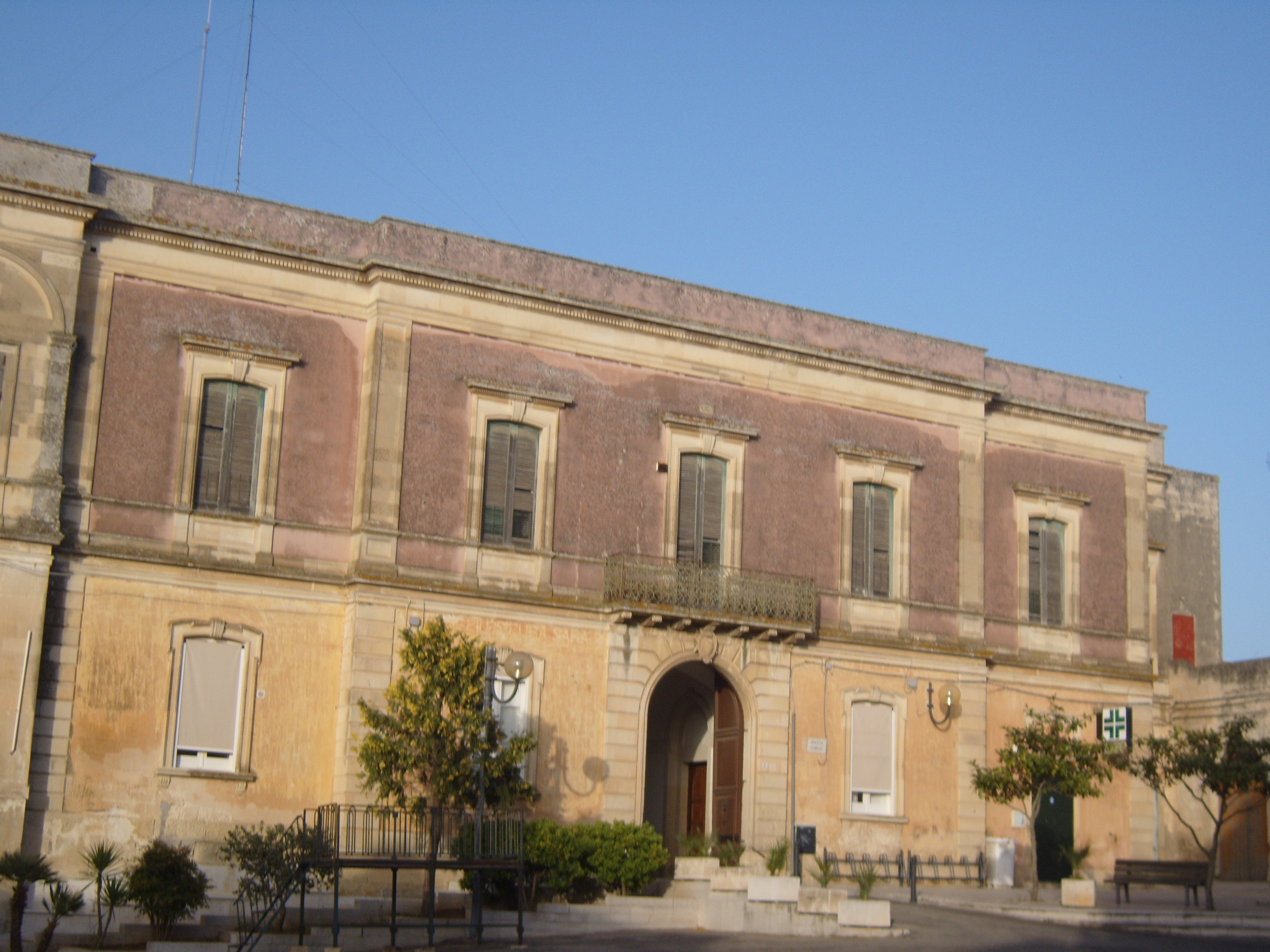
Palazzo Lubelli nella piazza omonima
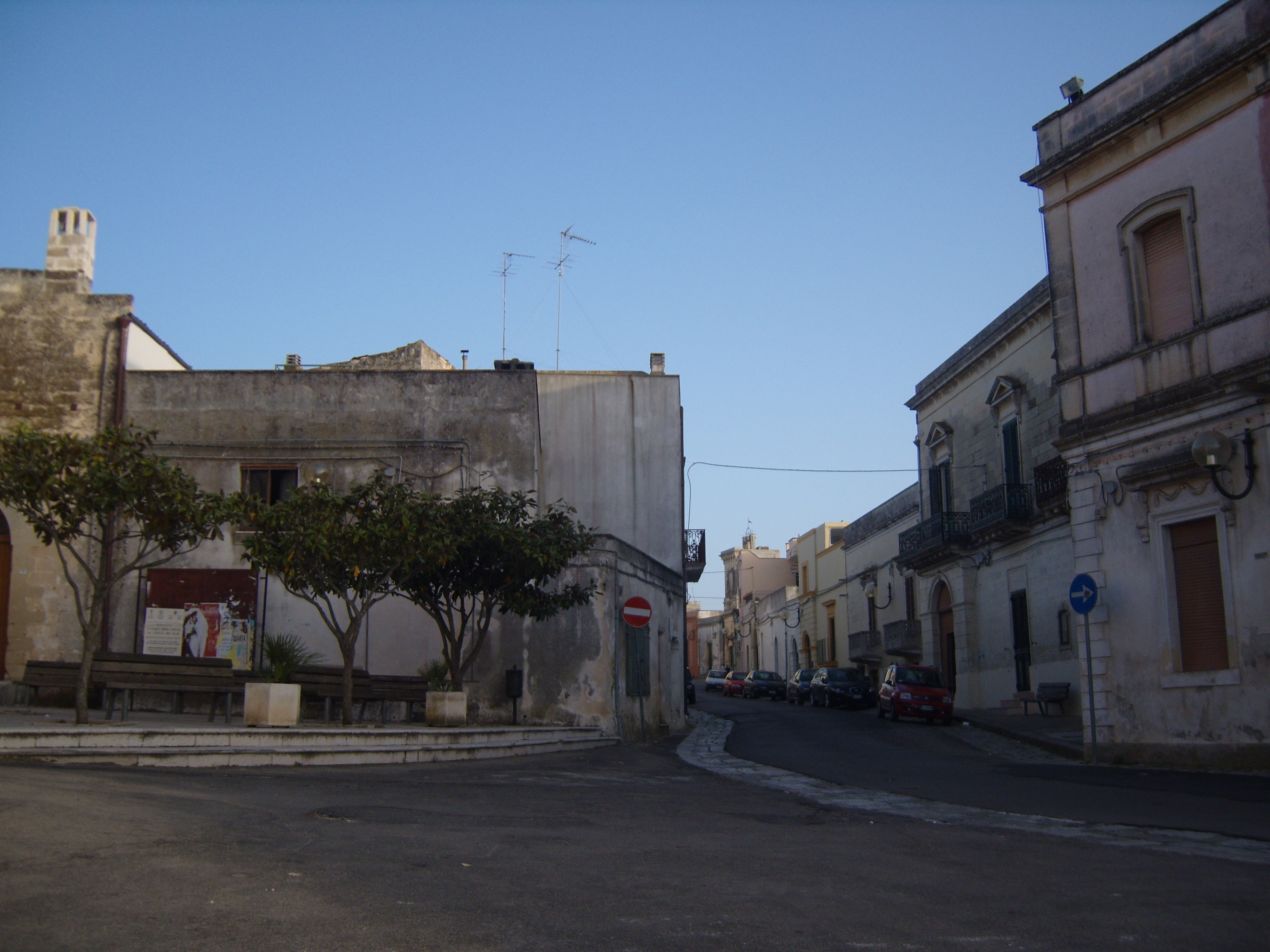
Piazza Lubelli